# Папа Бенедикт XVI и экуменизм

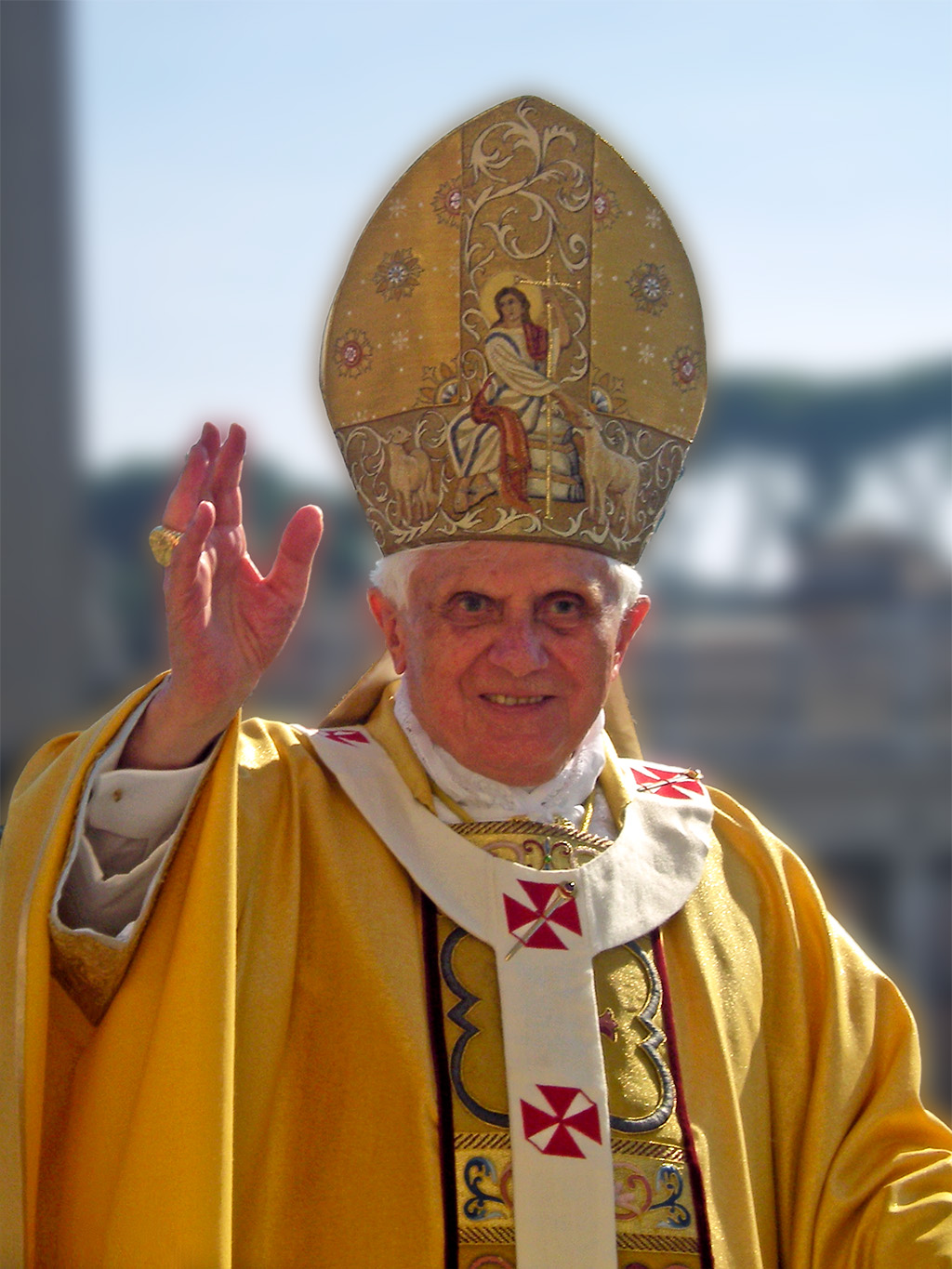
Папа Бенедикт XVI в октябре 2008 года

В период понтификата (2005—2013) папы римского Бенедикта XVI, Католическая церковь продолжила оказывать поддержку экуменическому движению в соответствии с решениями Второго Ватиканского собора. В этот период Римско-католическая церковь продолжила диалог с православными церквями, с древневосточными (дохалкидонскими) церквями, а также с различными протестантскими деноминациями. Папа Бенедикт XVI в отношениях с христианскими конфессиями поддерживал, традиционное для Второго Ватиканского собора и папы Иоанна Павла II, утверждение о том, что Святой Дух действует также и «в других церквах и церковных общинах», а восточные церкви признаются подлинными церквами и церквами-сёстрами. При этом в разъяснениях от июня 2007 года, одобренных папой, протестантские церкви не признавались церквами, поскольку их иерархия имеет разрыв в историческом епископате и не имеет так называемого «апостольского преемства». Как отмечают исследователи, папа Бенедикт XVI периодически выступал с неоднозначными заявлениями на тему межрелигиозного и межхристианского диалогов, вызывавших возражения или протесты.

## Католическая церковь и экуменизм
До Второго Ватиканского собора (1962—1965) в католическом богословии границы Церкви Христовой полностью совпадали с юрисдикционными границами Римской церкви. В ходе проведения Второго Ватиканского собора Католической церкви был принят декрет «Unitatis Redintegratio», посвящённый экуменической деятельности. Наибольшего развития католический экуменизм достиг в период понтификата Иоанна Павла II (1978—2005), который выпустил первую в истории папскую энциклику о экуменизме — «Ut Unum Sint» (1995). 
По мнению председателя Папского Совета по содействию христианскому единству кардинала Вальтера Каспера (2001—2010), с середины XX века, Ватикан понимает зримое единство христианского мира не как строгое единообразие, а как единство в многообразии и «общение» различных церквей. В рамках этого представления, кардинал Йозеф Ратцингер настаивал, что «церкви должны стать единой Церковью, оставаясь в то же время церквями».

## Вклад Бенедикта XVI в богословие экуменизма
Кардинал Йозеф Ратцингер будучи префектом Конгрегации доктрины веры (1981—2005), впервые в истории официального католицизма, в духе Второго Ватиканского собора, признал, что католики не обладают «всей полнотой Божьей истины». Кардинал Вальтер Каспер высоко оценивал личный вклад Йозефа Ратцингера в новое понимание «Петрова служения». В 1960-х годах профессор богословия Ратцингер убедительно показал различие между функциями папы, как «патриарха Запада», епископа Рима и как преемника Петра во Вселенской церкви: «…важно для прочтения заново учения о первенстве помнить о различиях между функцией папы как патриарха и его Петровым служением». В 1982 году Ратцингер также писал:

«Что до доктрины о первенстве, Рим не должен требовать от Востока более того, что было сформулировано и осуществлялось в первом тысячелетии».
При этом Йозеф Ратцингер всегда подчёркивал приоритет Католической церкви. В 2000 году Конгрегация доктрины веры, которую возглавлял Ратцингер, издала декларацию «Dominus Iesus», в которой говорилось, что «Христос — единственный Спаситель и полнотой средств Спасения обладает только Католическая церковь». Хотя восточные церкви признаются истинными церквами, церковные сообщества, появившиеся в ходе или в результате Реформации, церквами в собственном смысле, не являются. Это утверждение стало предметом дебатов в экуменическом движении. Данная декларация вызвала критику со стороны председателей Папского совета по содействию христианскому единству кардиналов Вальтера Каспера и Эдварда Кассиди, а также со стороны представителей многих протестантских деноминаций.
Конгрегация доктрины веры также разъяснила термин «церкви-сёстры», употреблённый в Баламандской декларации (1993) православно-католического диалога. В данном разъяснении авторы (кардинал Ратцингер и архиепископ Тарчизио Бертоне) отметили: «Применение такого выражения по отношению к Католической церкви и Православной церкви в целом (или к одной, отдельно взятой поместной православной церкви) ставит под сомнение существование Единой, Святой, Соборной и Апостольской Церкви, утверждённой в Символе веры». Также, в одном из интервью Ратцингер заявил, что «Католическая церковь — мать других христианских церквей и не может рассматриваться как „сестра“. Выражение „Церкви-сёстры“ неприменимо к взаимоотношениям между католиками, православными и протестантами».
Кардинал Йозеф Ратцингер имел репутацию консервативного теолога и заявлял, что он выступает против «примитивного экуменизма». Комментируя в 1997 году «Мелькитскую инициативу» Ратцингер вместе с другими иерархами Католической церкви (префектом Конгрегации по делам восточных церквей кардиналом Акилле Сильвестрини и кардиналом Эдвардом Кассиди) раскритиковал идею интеркоммуниона между Мелькитской греко-католической церковью и Антиохийской православной церковью, отметив, что: «следует избегать преждевременных односторонних инициатив».

## Отношения с древневосточными церквями
Несмотря на личную встречу в 2007 году папы Бенедикта XVI с католикосом-патриархом Ассирийской церкви Востока Мар Дынхой IV, богословский диалог между Ассирийской церковью Востока и Католической церковью был прерван. В 2008 году участник Смешанной богословской комиссии со стороны АЦВ, епископ Калифорнии Мар Бавай Соро, недовольный приостановкой богословского диалога с католиками, вместе с шестью священниками, тридцатью дьяконами и около тысячей верующих разорвал общение с Ассирийской церковью и перешёл в Халдейскую католическую церковь. В связи с этим официальный богословский диалог был прерван до 2017 года.
В период понтификата Бенедикта XVI продолжился официальный богословский диалог между Католической церковью и сообществом Древних Восточных (дохалкидонских) церквей. С 2006 по 2013 год состоялись восемь заседаний Смешанной богословской комиссии, в 2009 году комиссия подготовила общий документ под названием «Природа, Конституция и Миссия Церкви».  В 2008 году по приглашению Бенедикта XVI католикос Армянской Апостольской церкви Гарегин II посетил Рим, участвовал в молитве на могиле Иоанна Павла II и вместе с римским понтификом присутствовал на традиционной встрече с верующими, проводимой каждую среду на площади Святого Петра.

## Отношения с православными церквями

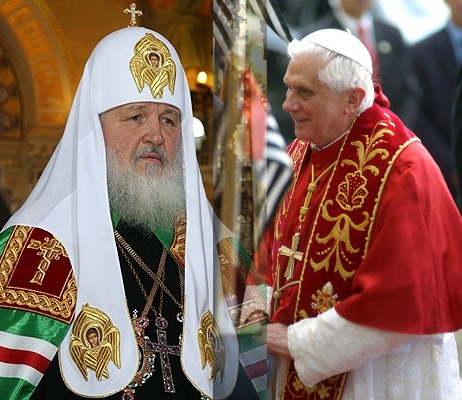
Кирилл, патриарх Московский и всея Руси встречался с Бенедиктом XVI в качестве митрополита и председателя ОВЦС

Второй Ватиканский собор признал богатые традиции и наследие церквей Востока, отверг политику латинизации, а в ходе православно-католического диалога в 1990 году было решено отказаться от идеологии униатства, как средства достижения единства. Бенедикт XVI подчёркивал близость доктринальных позиций католичества и православия, что способствует развитию диалога сторон, защищающих традиционные христианские ценности в современном мире. В период вступления на папский престол Бенедикта XVI, официальный православно-католический диалог переживал кризис и был приостановлен. В декабре 2005 года папа римский Бенедикт обратился к членам Смешанной богословской комиссии в связи с возобновлением официального диалога и выразил надежду на «движение к единству».
Во время своего понтификата Бенедикт неоднократно встречался с предстоятелями и иерархами православных церквей: в 2006 году Бенедикт посетил стамбульский Фанар — резиденцию Константинопольского патриарха и подписал совместную декларацию с патриархом Варфоломеем. Также в 2006 году папа встретился с предстоятелем Элладской православной церкви Христодулом, на встрече иерархи подписали совместную декларацию. В 2007 году Бенедикт XVI встретился и подписал совместную декларацию с архиепископом Кипра Хризостомом II.

## Отношения с протестантизмом
В своей первой зарубежной поездке в качестве римского понтифика, в Кёльн  (Германия), выступая на всемирном дне молодёжи, Бенедикт XVI обратился с посланием к протестантским церквям, упомянув, что «сегодня между католиками и христианами из разных церквей и церковных общин развивается своего рода „сеть“ духовных связей». В июне 2007 года папа Бенедикт XVI рекомендовал к публикации документ «Ответы на некоторые вопросы по доктрине церкви», в котором говорилось: «порождённые реформой XVI века церковные общины вообще не являются церквами, потому что там нет священников и Таинства причащения». Данное утверждение вызвало протест со стороны ряда протестантских конфессий, которые сочли его наносящим ущерб экуменическим усилиям. Евангелическо-лютеранская церковь Дании заявила о «разрушительном воздействии на экуменические отношения, если одна церковь лишает другую церковь права называться церковью». Всемирный альянс реформатских церквей заявил, что документ «заставляет нас усомниться в серьёзности, с которой Римско-католическая церковь ведёт диалог с реформатской семьёй и другими церковными семьями». 
В 2006 году папа Бенедикт XVI встретился с Роуэном Уильямсом, архиепископом Кентерберийским и главой англиканского сообщества. Иерархи подписали общую декларацию, подытожив богословские достижения сорокалетнего диалога между католиками и англиканами, а также признав «серьёзные препятствия на пути нашего экуменического прогресса». Бенедикт XVI придерживался традиционной позиции Католической церкви о непризнании рукоположений в англиканском сообществе. В 2009 году папа издал апостольскую конституцию «Anglicanorum Coetibus» о приёме англикан, желавших перейти в католицизм в связи с неприятием рукоположений женщин, гомосексуалистов и освящением однополых союзов. В 2012 году в Великобритании около 800 консервативных мирян и 61 священник перешли из англиканства в ординариат Уолсингемской Девы Марии, учреждённый папой Бенедиктом для англикан переходящих в Римско-католическую церковь.
Для Католической церкви в богословских диалогах с протестантами, основные спорные вопросы касаются экклезиологии. Также в период понтификата Бенедикта XVI диалоги с протестантскими деноминациями были осложнены, помимо вопросов экклезиологии, некоторыми этическими вопросами: проблемами гомосексуальности, абортов и эвтаназии.